# Салеп
Салеп је назив за неколико врста биљака из рода каћуна, али се под овим именом најчешће наводи врста Orchis mascula. Назив потиче из арапског језика (saḥlab), вероватно од арапских речи (khuṣy al-tha'lab), што у буквалном преводу значи лисичји тестиси. Овакав назив потиче из чињенице да салеп има две кртоле које подсећају на тестисе.

## Опис биљке[2]
Салеп је вишегодишња биљка са великим лоптастим кртолама, и надземним стаблом висине до 50 цм. Листови су ланцетасти, са истакнутим нервима. Цваст је обично састављена из већег броја светло ружичастих или беличастих до пурпурних или љубичастих цветова. Расте на ливадама, пашњацима и светлим листопадним шумама.

## Значај
По називу ове биљке је добио назив напитак салеп, који се справља од брашна добијеног сушењем и млевењем кртола. Брашно салепа се поред напитка може користити и у припреми пудинга, сладоледа и још неких врста дезерата. Овом брашну се приписују одређена лековита и афродизијачка својства.